# Hapalopeza nigricornis
Hapalopeza nigricornis är en bönsyrseart som beskrevs av Carl Stål 1877. Hapalopeza nigricornis ingår i släktet Hapalopeza och familjen Iridopterygidae. Inga underarter finns listade i Catalogue of Life.